# Bauhaus Museum Dessau

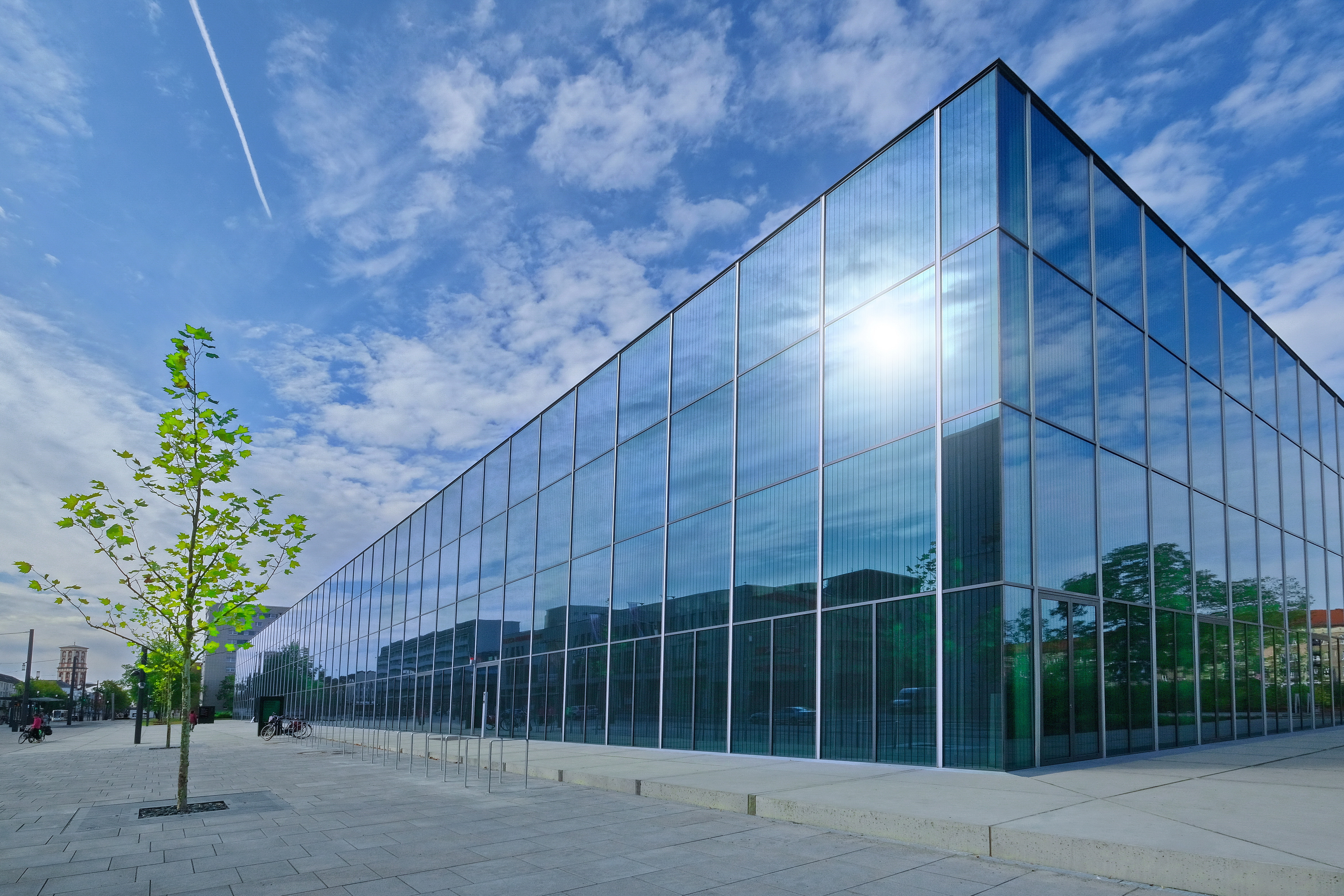
Außenansicht

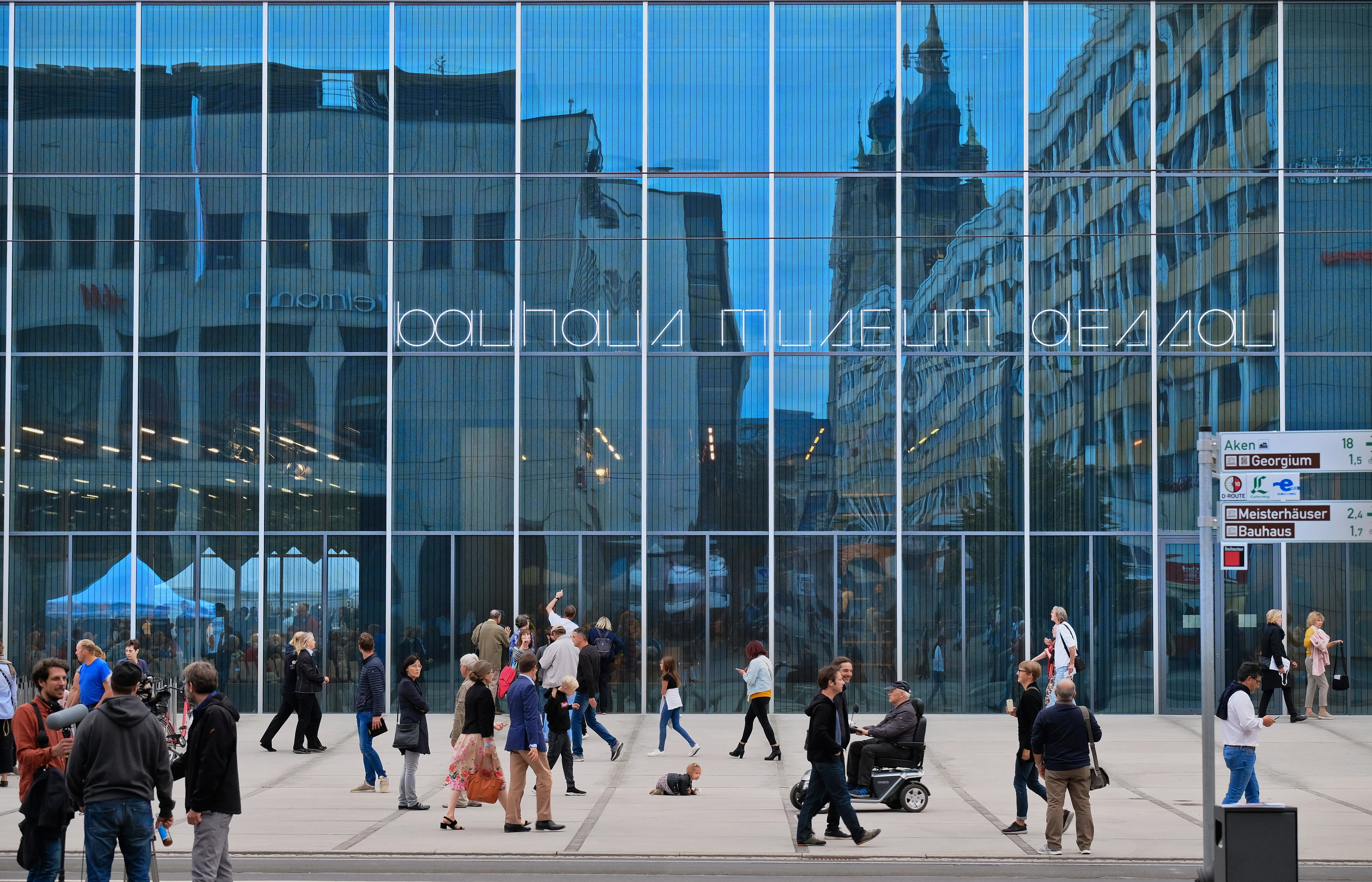
Eingang Bauhaus Museum Dessau am Tag der Eröffnung

Das Bauhaus Museum Dessau am Stadtpark Dessau in Dessau-Roßlau wurde am 8. September 2019 eröffnet. Es zeigt die Sammlung der Stiftung Bauhaus Dessau.

## Geschichte

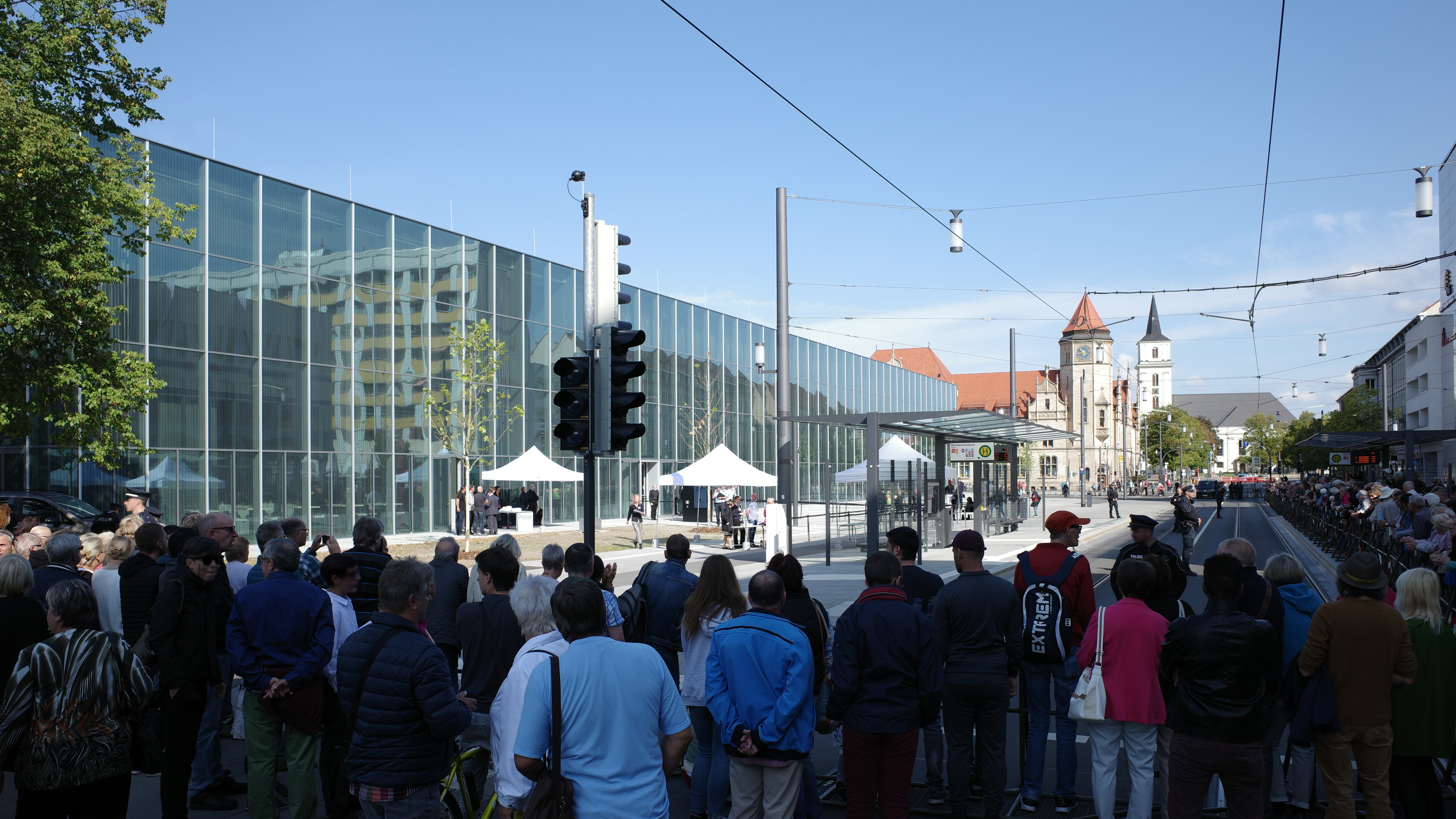
Bauhaus-Museum am Tag der Eröffnung (2019)

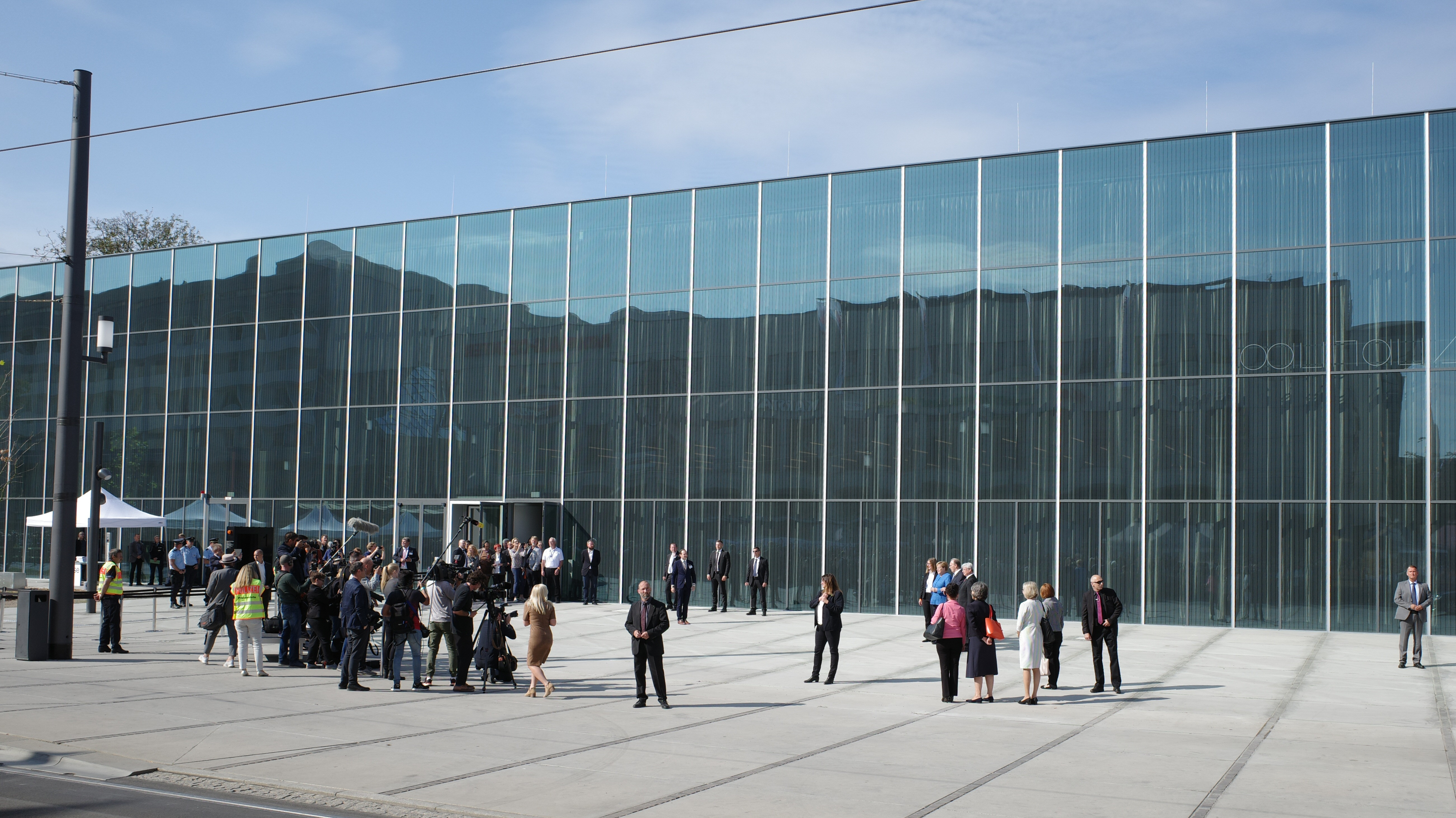
Eröffnung mit Bundeskanzlerin Angela Merkel (2019)

Im Jahr 2015 wurde ein offener internationaler Wettbewerb für das neue Museumsgebäude ausgeschrieben. Unter 831 Einreichungen vergab eine Jury zwei erste Preise: an die Büros addenda architects (vormals González Hinz Zabala) aus Barcelona und Young & Ayata aus New York. Der Entwurf von addenda architects (González Hinz Zabala) wurde zur Ausführung ausgewählt. Am 4. Dezember 2016 fand die Grundsteinlegung statt.
Das Gebäude hat eine Ausstellungsfläche von 2100 Quadratmetern und eine Nutzfläche von 3500 Quadratmetern. Gezeigt werden gut 1000 Exponate. Die Eröffnung des Bauhaus-Museums Dessau erfolgte am 8. September 2019 durch Bundeskanzlerin Angela Merkel.
Im Januar 2021 wurde das Museum von der deutschen Sektion des Internationalen Kunstkritikerverbands AICA zum Museum des Jahres 2020 gewählt.

## Sammlung
Die Sammlung der Stiftung Bauhaus Dessau umfasst rund 49.000 katalogisierte Objekte. Sie ist damit nach dem Bauhaus-Archiv in Berlin die zweitgrößte Sammlung zum Thema Bauhaus weltweit. Sie zeigt unter anderem folgende Themenbereiche: Grafiken und Zeichnungen der Bauhausmeister Lyonel Feininger, Wassily Kandinsky, Ludwig Mies van der Rohe oder László Moholy-Nagy, Fotografien zu Architektur und Porträts, Designprodukte aus allen Werkstätten (wie Möbel, Hausrat, Glas, Keramik, Kunst) sowie architektonische Highlights. 

## Bilder aus der Bauphase des Museums

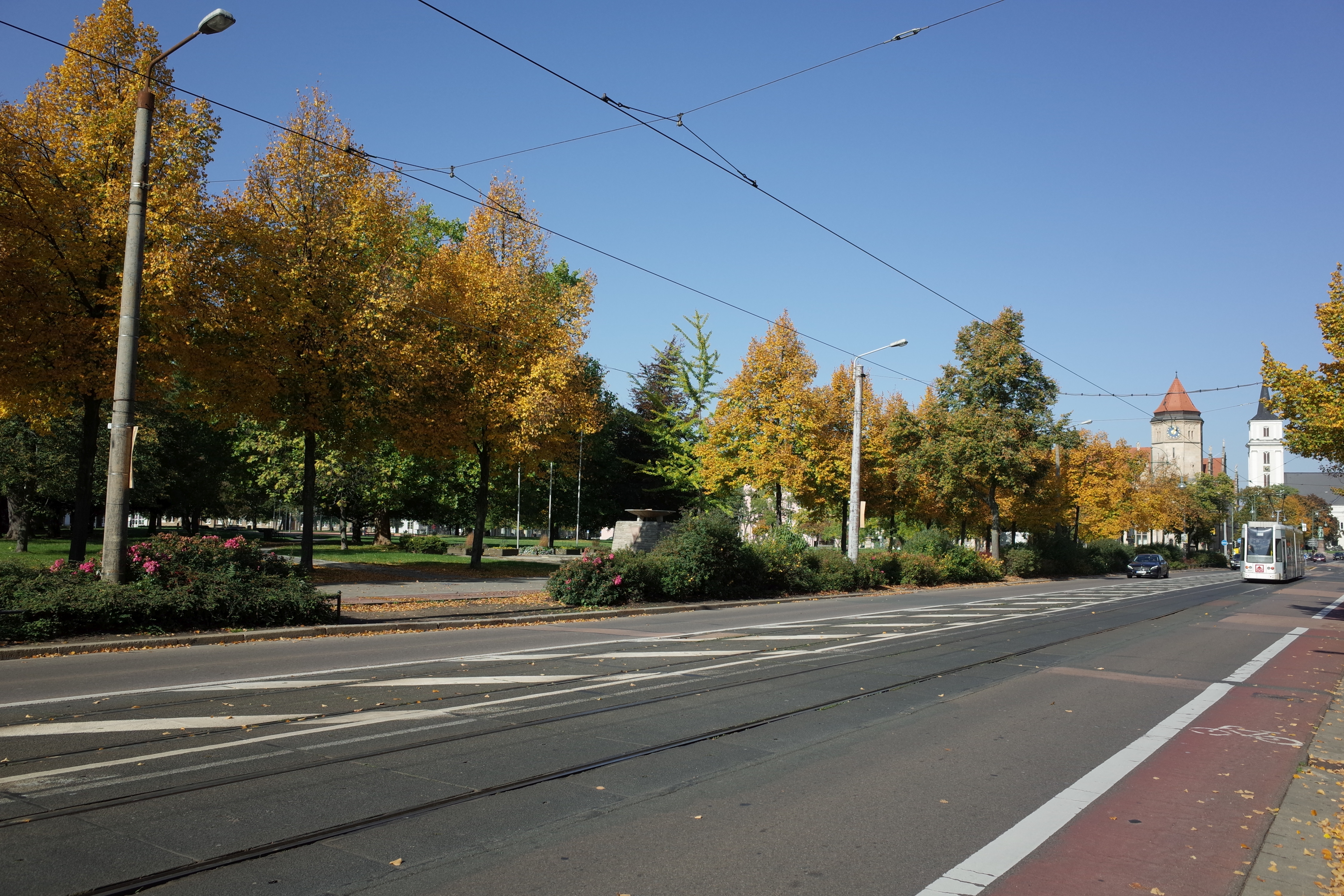
Dessauer Stadtpark vor Baubeginn
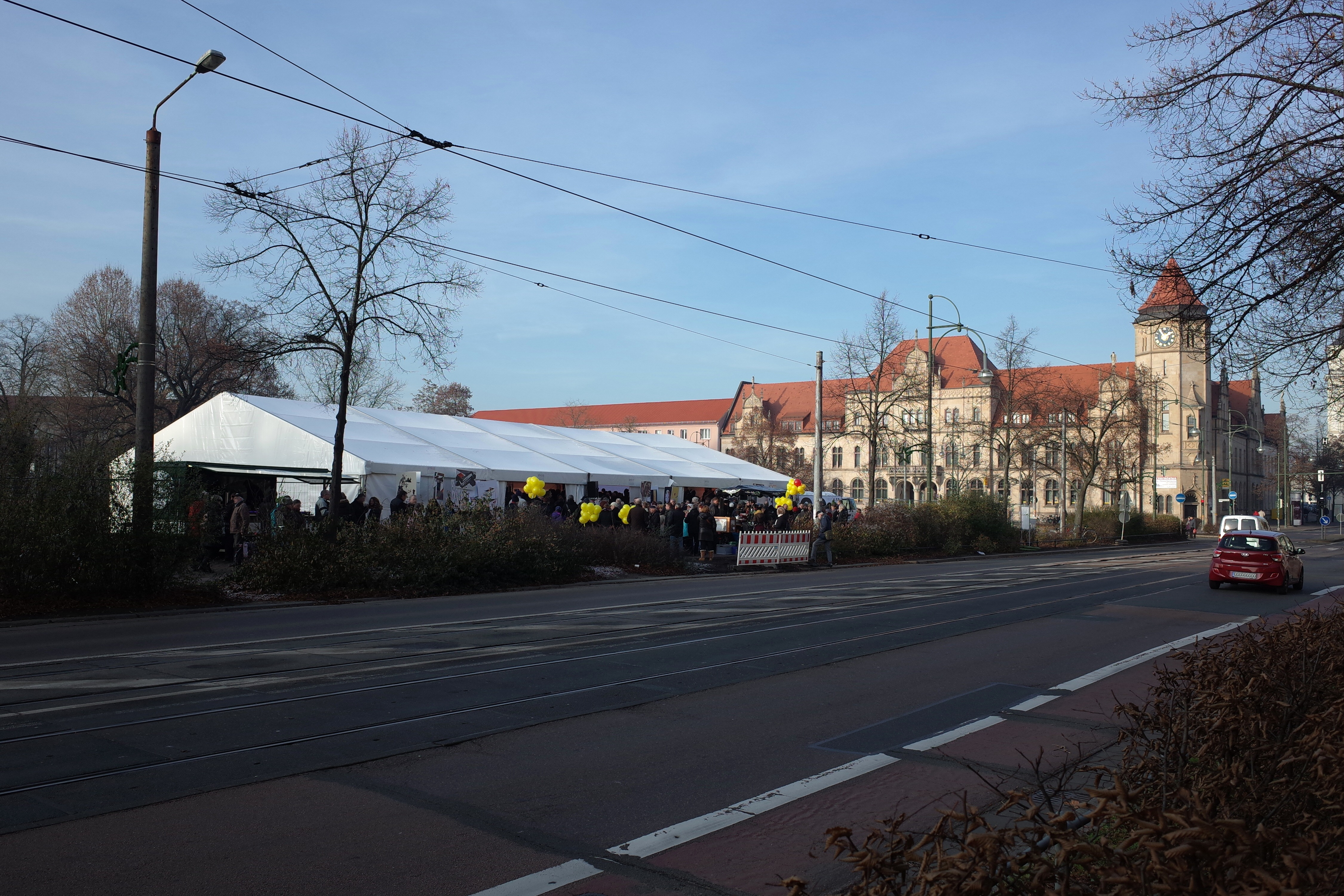
Festzelt für die Grundsteinlegung
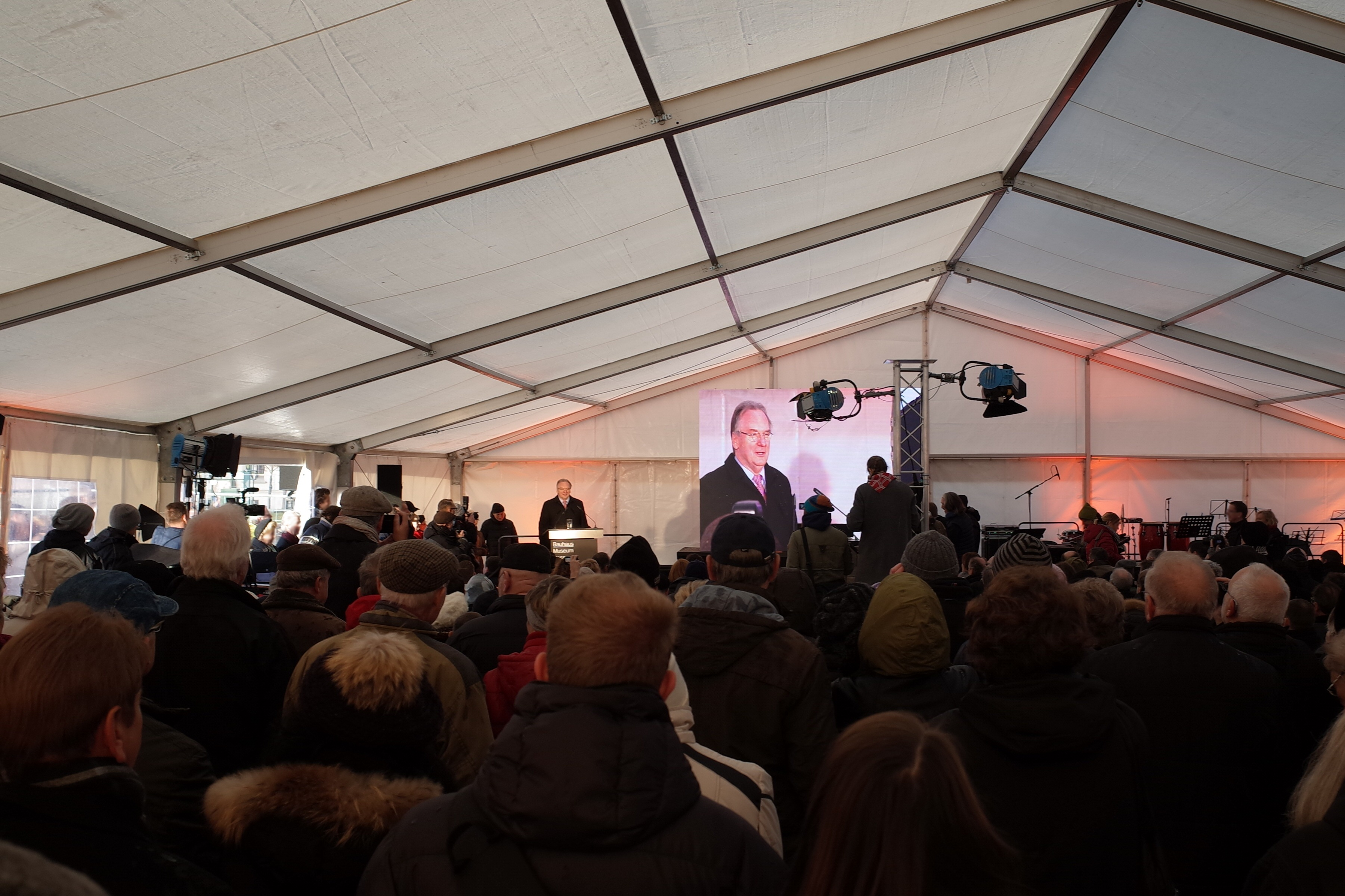
Grundsteinlegung mit dem Ministerpräsidenten von Sachsen-Anhalt Reiner Haseloff
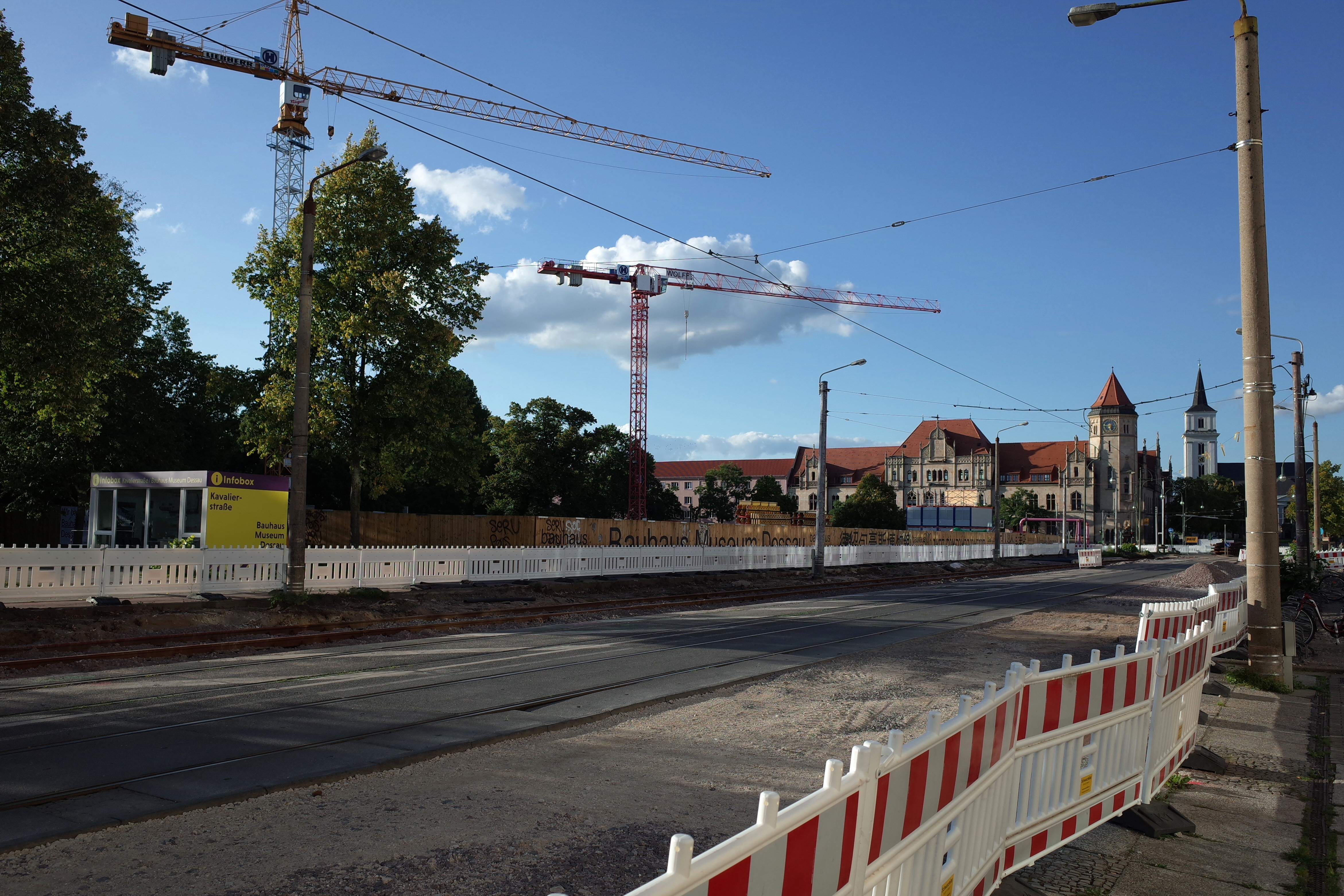
Baustelle Bauhaus Museum 2017
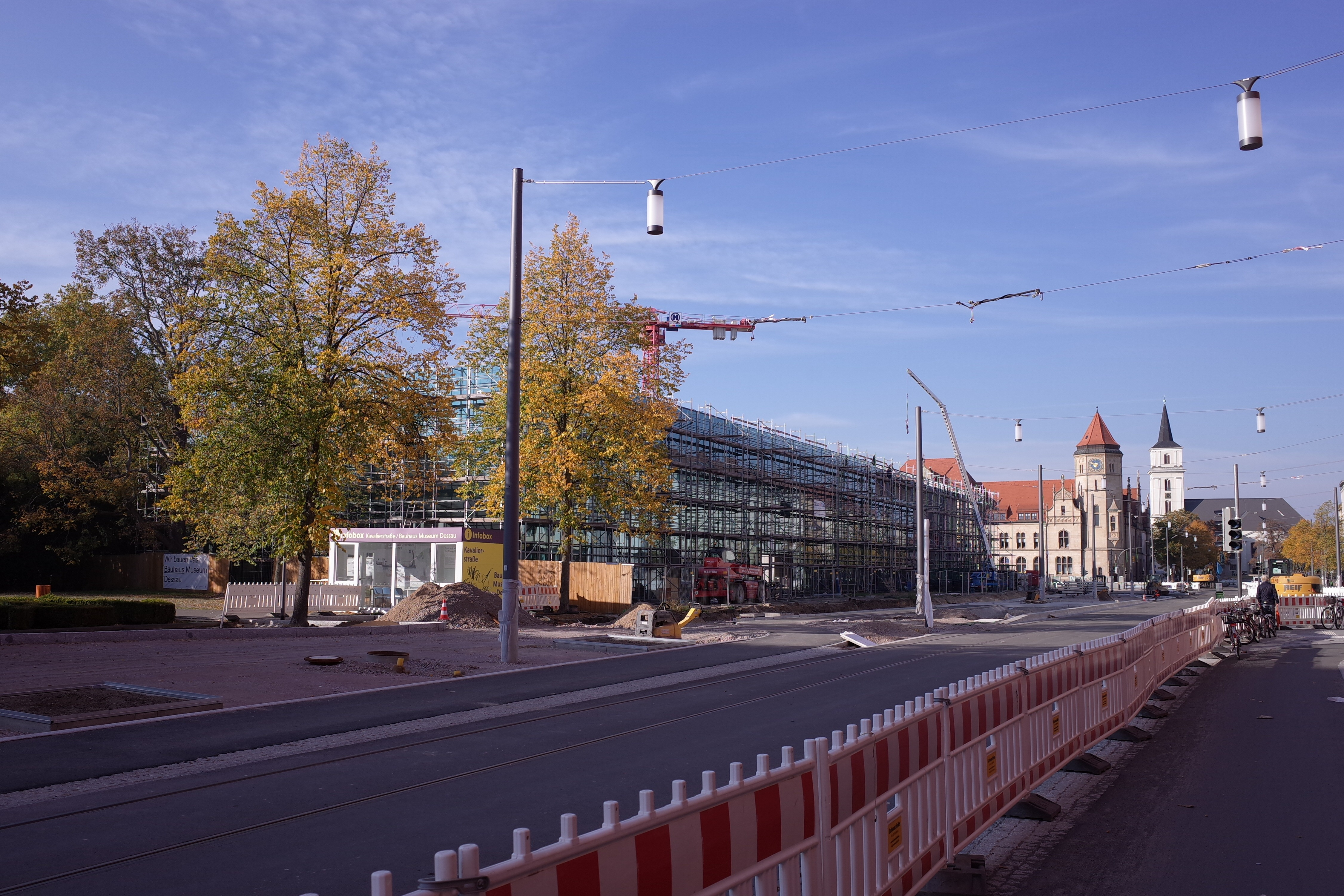
Rohbau im Jahr 2018
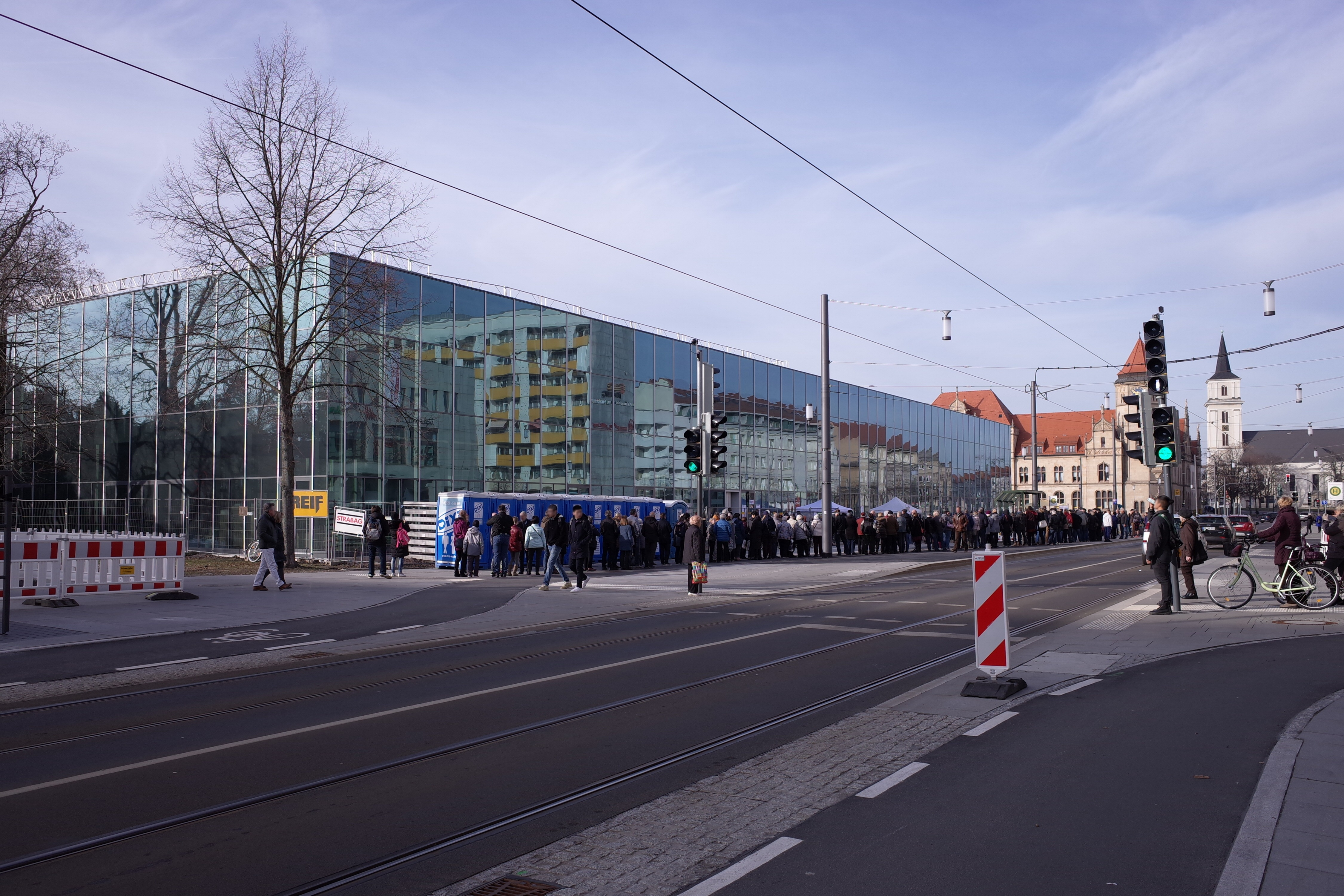
Besucheransturm bei der Auftaktveranstaltung am 23. Februar 2019
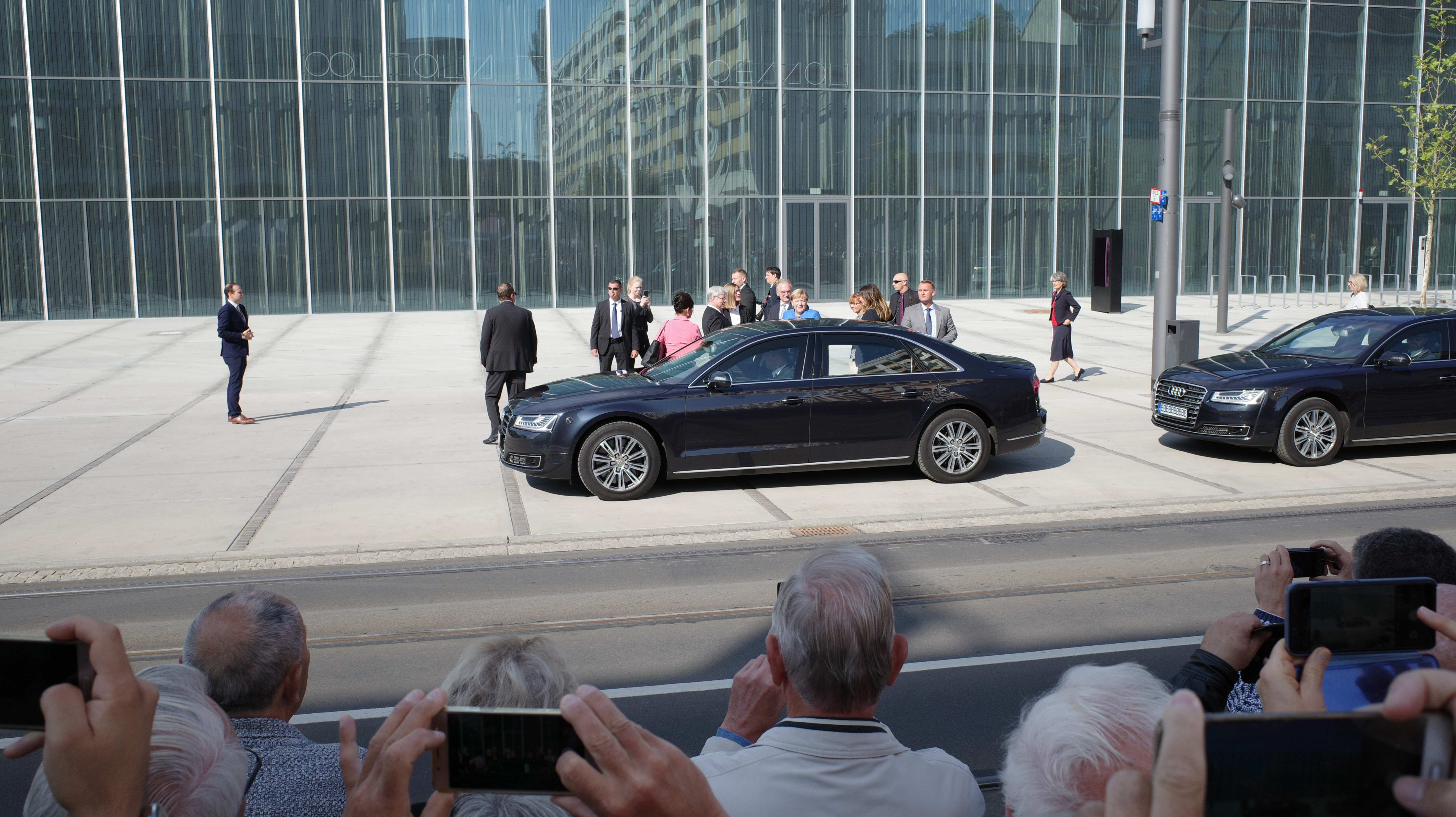
Ankunft der Bundeskanzlerin Angela Merkel zur Eröffnung
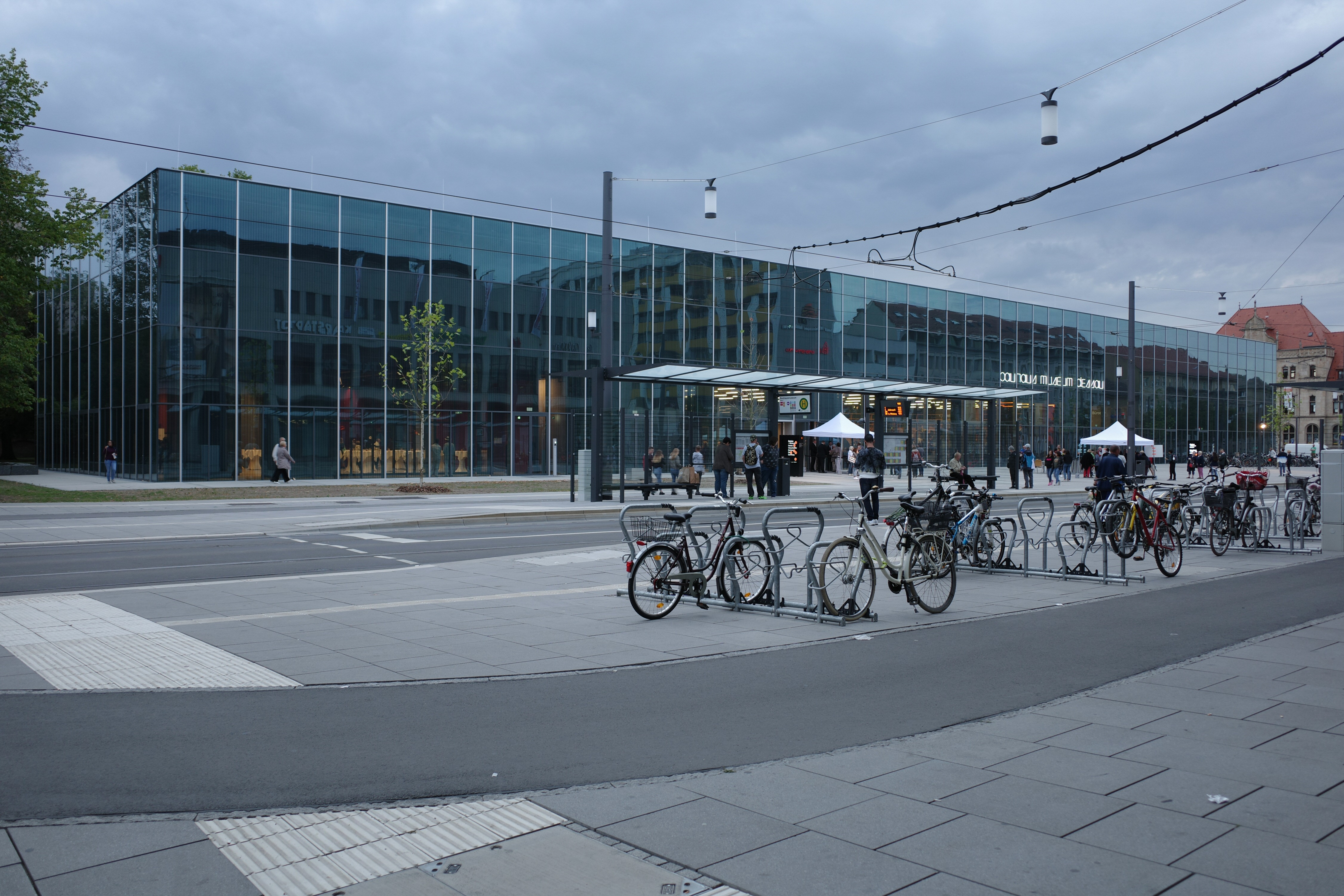
Eröffnung am 8. September 2019